# Ушаков, Александр Георгиевич
Александр Георгиевич Ушаков (29 сентября 1868 — ?) — русский военачальник, генерал-майор (1915). Участник похода в Китай 1900—1901 годов, русско-японской войны 1904—1905 годов, первой мировой войны.

## Биография
Образование получил в 1-м кадетском корпусе и 1-м военном Павловском училище (1888). В службу вступил 1 сентября 1887 года. Из училища выпущен подпоручиком (старшинство 9 августа 1888 года) в 9-й гренадерский Сибирский полк. Поручик (старшинство 9 августа 1892 года). Штабс-Капитан (6 мая 1900 года). Участник похода в Китай 1900—1901 годов. Капитан (старшинство 15 марта 1901 года). Участник русско-японской войны 1904—1905. В рядах 14-го Восточно-Сибирского стрелкового полка участвовал в обороне Порт-Артура. Неоднократно ранен. Подполковник за боевые отличия (1905; старшинство 22 ноября 1904 года). Полковник (старшинство 6 декабря 1910 года).
На 1 марта 1914 года в 142-м пехотном Звенигородском полку. Генерал-майор (старшинство 28 марта 1915 года). В сентябре 1915 года в чине генерал-майора командующий 290-м пехотным Валуйским полком. Награждён Георгиевским оружием (ВП 29.09.1915). Командир бригады 3-й стрелковой дивизии (с 19.11.1915). На 10.07.1916 в том же чине и должности. Командующий 10-й Сибирской стрелковой дивизией (07.1917—04.09.1917). Командующий 103-й пехотной дивизией (с 04.09.1917).
04(17).07.1918 подал прошение в МВД Крымского Краевого правительства о представлении должности; Приказом по Военмину Краевого правительства № 80 от 17(30).11.1918 назначен Председателем комиссии для приема имущества, подлежащего сдаче германскими властями в г. Феодосии.

## Награды
- орден Св. Станислава 3-й степени с мечами и бантом (1901);
- орден Св. Анны 3-й степени с мечами и бантом (1902);
- орден Св. Владимира 4-й степени с мечами и бантом (1904);
- орден Св. Станислава 2-й степени с мечами (1905);
- орден Св. Анны 2-й степени с мечами (1905);
- орден Св. Анны 4-й степени (1905);
- Георгиевское оружие (ВП 29.09.1915).